# Дубина Микола Іванович
Мико́ла Іва́нович Дубина (2 січня 1932, Дідичі — 13 січня 2017, Київ) — науковець-літературознавець, педагог та організатор науки в Україні. Доктор філологічних наук. Член Національної Спілки письменників (1976) та Спілки журналістів України (1964).

## Життєпис
Народився 2 січня 1932 в с. Дідичі Ківерцівського району на Волині. Закінчив Львівський педагогічний інститут (1954) та аспірантуру при кафедрі історії української літератури Київського державного університету (1963). Вчителював, був на видавничій («Дніпро») та науково- організаційній роботі (Президія АН України). Кандидат (1963), доктор філологічних наук (1978). Доктор honoris causa, honoris professor ряду університетів України. У 1968 — 1972 та 1986 — 1991 — заступник декана філологічного факультету КДУ ім. Т. Г. Шевченка. Очолював Літературну студію КДУ, Літню школу українознавства для слухачів із США, Канади, Австралії (1991 — 1998), кафедру теорії літератури та Шевченківський науково-дослідний центр КДУ, у 1985 — 1994 — спеціалізовану вчену раду. У 1987 — 1991 — заступник редактора «Вісника філології», відповідальний редактор ряду видань АН ВШ України та окремих наукових праць. Обирався депутатом районних рад.

## Напрямки наукових досліджень
Основні напрямки наукових досліджень: проблеми історії класичної і новітньої української літератури, теорії літератури, взаємозв'язки слов'янських літератур.
Автор понад 550 наукових праць. З них 23 монографічних: «Шевченко і Західна Україна» (1969), «Василь Бобинський» (1986), «Олександр Гаврилюк» (1988), «Тарас Шевченко» (1989, в співавт.), «Літопис шани і любові» (1989), «Українська література» (1993, у співавт.), «Антін Крушельницький» (1993), «Круті дороги повернення» (1995, 2000), «Тарас Шевченко» (1999), «Теорія літератури» (1998, 1999), «Українська мова як мова державна в Україні» (2000), «Юрій Липа» (2004), «Євген Коновалець» (2005), «Іван Карпенко-Карий і український театр другої половини XIX — початку XX ст.» (у співавт.) та ін.
За радянської влади спеціалізувався на боротьбі з «українським буржуазним націоналізмом» та греко-католицькою церквою. Автор пропагандистських книжок: «Слово ненависті і гніву» (1979), «Правда звинувачує» (1982), «Патріотизм у творчості українських радянських письменників» (1987). Упорядник збірників та антологій: «І земля їх не прийме» (1973), «Народ не забуде, не простить» (1976), «Золотий вересень», «Навіки разом» (1979), «Кривавих каїнів печать» (1980). У монографії «За правду слова Шевченка» (1989) викривав «буржуазно-націоналістичні фальсифікації» творчості Тараса Шевченка.
Брав участь у створенні багатотомної Української Радянської енциклопедії, Шевченківського словника та Літературної енциклопедії, за що нагороджений Грамотою Головної редакції УРЕ. Упорядник багатьох тематичних збірників, хрестоматій та антологій, автор програм, методрозробок з теорії літератури, низки літературних портретів письменників, передмов до їхніх творів, окремих збірників, оглядових статей, рецензій тощо. Відповідальний редактор «Наукових записок» АН ВШ України.
Зробив вагомий внесок в організацію і розвиток науки та освіти в Україні. Створив наукову школу дослідників.
Підготував 16 кандидатів і 3 докторів наук.
У 1992—2005 був академіком АН ВШ України (Відділення філології та мистецтвознавства), виключений у травні 2005. Академік-секретар Відділення, Головний учений секретар та Перший віце-президент (у 1999 — 2002). З 2007 — президент новозаснованої АН ВО України.

## Плагіат
Микола Дубина у волинській обласній газеті «Радянська Волинь» за 2 червня 1959 року опублікував під своїм іменем вірш «Прогадав». Плагіат незабаром було виявлено. Справжнім автором цього вірша є Вілен Немирович, а вірш спочатку був надрукований у рівненській обласній газеті «Червоний прапор» у 1958 році.

## Відзнаки та нагороди
- Лауреат премії Т. Г. Шевченка КДУ (1994),
- Нагород Ярослава Мудрого (1995) та Святого Володимира (2002),
- Срібної премії Богдана Стеціва «За сумлінну працю і значний внесок у справу утвердження в ЗСУ державної мови і виховання молоді на національно-патріотичних традиціях українського народу» (2000).
- Удостоєний Диплому Всеукраїнського товариства «Просвіта» ім. Т. Шевченка «За великий особистий внесок у справу формування національної свідомості, відродження історичної пам'яті, піднесення духовності українського народу і розбудови та зміцнення Української держави», а також Почесної грамоти МОН України (2001), медалі «10 років ЗСУ» МО України (2001),
- церковних орденів Святого Рівноапостольного князя Володимира Великого III ст. (2001), Святого Архистратига Михаїла (2003) та ін.
- Відмінник народної освіти.
- Заслужений працівник народної освіти України (1999).
- «Людина року» та лауреат Золотої медалі Американського Біографічного інституту (2001, 2002).

## Критика
Юрій Винничук в одній зі статей доволі гостро оцінює внесок і стиль Миколи Дубини в його літературно-упорядницькій діяльності: «Люди, які не тямлять в галицькій літературній мові, сміливо беруться за упорядкування творів минулого. Одним з таких анальфабетів був професор Микола Дубина, який у 70-80-тих вправлявся в дослідженні ленінської тематики та писанні політичних памфлетів. Згодом узявшись за упорядкування творів Василя Бобинського, він явив жахливий приклад неуцтва.» і наводить приклади неграмотних приміток.